# Plan de Tuxtepec
El Plan de Tuxtepec fue un plan elaborado por Porfirio Díaz para destituir a Sebastián Lerdo de Tejada que fue anunciado el 10 de enero de 1876 en el municipio de Villa de Ojitlán de San Lucas Ojitlán, Tuxtepec, Oaxaca. Fue rubricado el 15 de enero, por una fracción de militares liderados por el coronel Hermenegildo Sarmiento y por los porfiristas Vicente Riva Palacio, Irineo Paz y Protasio Tagle, que fueron instigados por el general Porfirio Díaz. Este, a su vez, firmó la versión anterior del plan en diciembre de 1875, uno de los puntos más importantes del Plan en el que se le nombraba como presidente.

## Justificaciones

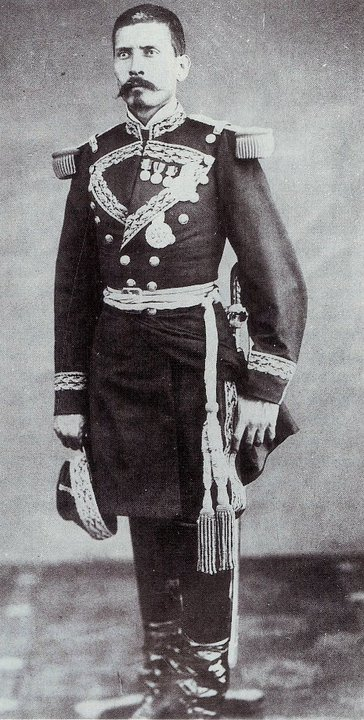
Porfirio Díaz encabeza el Plan de Tuxtepec contra la reelección del presidente Sebastián Lerdo de Tejada

El Plan de Tuxtepec, debidamente redactado incluía los siguientes conceptos que justificaban el movimiento armado: 
- a) El gobierno de Benito Juárez.

- b) la soberanía de los Estados había sido vulnerada repetidas veces.

- c) el tesoro público había sido dilapidado en gastos de placer.

- d) la administración de justicia se encontraba en la mayor prostitución.

- e) el poder municipal había desaparecido completamente.

- f) y que la educación pública se encontraba abandonada.[2]

Los autores del texto acusaban al presidente Lerdo de haberse rodeado de presidiarios y asesinos y lo criticaban por haber segregado al cantón de Tepic, del estado de Jalisco, por retirar a los estados fronterizos “la subvención que les servía para defensa de los indios bárbaros”, por entregar el país a los ingleses con la concesión del Ferrocarril de Veracruz y el escandaloso convenio de las tarifas y por pactar el reconocimiento de la enorme deuda inglesa.
Otros jefes militares secundarían el movimiento en Jalisco el 8 de febrero de 1876. En los municipios de Lagos, Teocaltiche, Jalostotitlán y San Miguel el Alto estuvieron en favor del Plan de Tuxtepec y con los generales Donato Guerra y Rosendo Márquez; este último, en esta fecha, atacó la guarnición de San Juan de los Lagos, la cual se rindió sin mayores trámites. El general Pedro A. Galván y Florentino Cuervo, toman la ciudad de Ameca. El coronel Félix Vélez Galván se levantó en armas en Sayula el 12 del mismo mes. En Tabasco en marzo de ese año, se alzaron en armas los generales Ramón Ricoy en Cárdenas y Faustino Sastré en Teapa, y tomaron la capital del estado San Juan Bautista derrocando al gobernador.
Para el 5 de febrero de 1877 Porfirio Díaz salió de Guadalajara, ya vencedor del Plan de Tuxtepec. Dejó al mando de una brigada al general Rosendo Márquez, originario de Jalostotitlán, quien dominó los Altos de Jalisco en relampagueante campaña en favor del mencionado plan. Díaz envió otra brigada hacia Tepic, comandada por Francisco Tolentino.